# Теорема Буземана о центральных сечениях
Теорема Буземана о центральных сечениях — теорема выпуклой геометрии о свойствах площадей центральных сечений симметричного выпуклого тела. 
Теорема была доказана Буземаном в 1949 году, она имеет приложения в финслеровой геометрии.

## Формулировка
Предположим, {\displaystyle K} — выпуклое симметричное тело в {\displaystyle d}-мерном евклидовом пространстве с центром в начале координат.
Рассмотрим тело сечений {\displaystyle K}, то есть тело {\displaystyle L}, ограниченное гиперповерхностью, которая образована всеми векторами вида 
{\displaystyle \mathop {S} (K\cap u^{\perp })\cdot u,}
где {\displaystyle u} — единичный вектор, 
{\displaystyle u^{\perp }} — гиперплоскость, проходящая через начало координат и перпендикулярная {\displaystyle u},
а {\displaystyle \mathop {S} } — площадь, точнее {\displaystyle (d-1)}-мерный объём.
Тогда тело {\displaystyle L} выпукло.

## Следствия
- В {\displaystyle d}-мерном нормированном пространстве, область гиперплоскости минимизирует {\displaystyle (d-1)}-мерную меру Хаусдорфа среди поверхностей с тем же краем.